# 国家地方警察山口県本部
国家地方警察山口県本部（こっかちほうけいさつやまぐちけんほんぶ）は、旧警察法時代に存在した山口県の都道府県国家地方警察で、自治体警察を設けない地域を管轄区域とする。また国家地方警察広島警察管区本部の行政管理を受ける。
1954年（昭和29年）の新警察法の公布により廃止され、新たに都道府県警察として山口県警察本部が発足した。

## 組織
1948年（昭和23年）時点
- 総務部
  - 秘書調査課、会計課
- 警務部 　 
  - 人事装備課、教養課
- 刑事部 　 
  - 捜査課、鑑識課、防犯統計課
- 警備部 　 
  - 警備課、交通課、通信課

## 地区警察署
1948年（昭和23年）時点
- 大島地区警察署
- 玖珂東地区警察署
- 玖珂南地区警察署
- 玖珂北地区警察署
- 熊毛地区警察署
- 都濃地区警察署
- 佐波地区警察署
- 吉敷地区警察署
- 厚狭地区警察署
- 豊浦東地区警察署
- 豊浦西地区警察署
- 美祢東地区警察署
- 美祢西地区警察署
- 大津地区警察署
- 阿武北地区警察署
- 阿武東地区警察署
- 阿武西地区警察署

## 支所
1948年（昭和23年）時点
- 下関支所

## 県内の自治体警察
- 山口市警察
- 岩国市警察
- 下関市警察
- 厚狭町警察 - 1951年に廃止され厚狭西地区警察署（後の厚狭警察署）に継承。現在の山陽小野田警察署厚狭幹部交番。